# Șantierul Naval Orșova
Șantierul Naval Orșova este un șantier naval din România.
Acționariatul șantierului este format din SIF Transilvania cu o deținere de 50%, SIF Muntenia cu 11,81% și SIF Oltenia – 10,8%.
Titlurile Șantierului Naval Orșova se tranzacționează la a doua categorie a Bursei de Valori București (BVB), sub simbolul SNO.
Cifra de afaceri:
- 2019: 66,70 milioane lei[3]

- 2018: 52,35 milioane lei

- 2017: 54,62 milioane lei
- 2016: 76,98 milioane lei ( 17,11 milioane euro)
- 2015: 37,1 milioane lei ( 8,34 milioane euro)

- 2008: 125,9 milioane lei (34,3 milioane euro)[4]

- 2007: 87,4 milioane lei[2]

Venit net:
- 2019: 3,20 milioane lei[3]

- 2018: 2,85 milioane lei

- 2017: 2,72 milioane lei
- 2016: 2,8 milioane lei (621 mii euro)
- 2015: 0,397 milioane lei ( 89 mii euro)
- 2008: 15,4 milioane lei (4,2 milioane euro)[4]
- 2007: 7 milioane lei[2]

#### Salariați:
- 2019: 356

- 2018: 351

- 2017: 343

- 2016: 331
- 2015: 333
- 2014: 369
- 2013: 382
- 2012: 412